# Joël de Rosnay

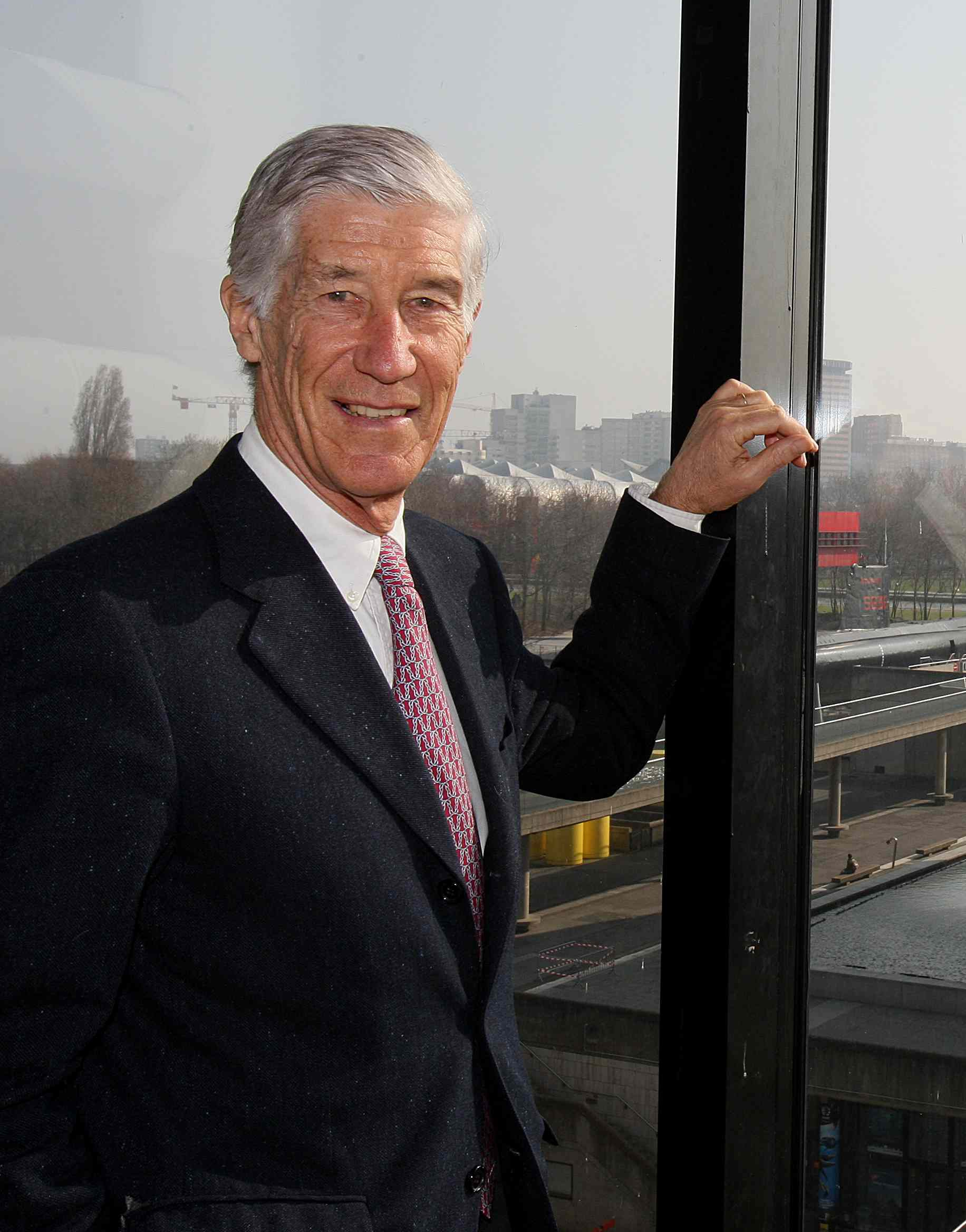
Joël de Rosnay

Joël de Rosnay (ur. 12 czerwca 1937) – francuski biolog molekularny, informatyk i pisarz. Autor licznych książek popularnonaukowych z dziedziny biologii.
Był pracownikiem naukowym w Massachusetts Institute of Technology (MIT) w dziedzinie biologii i grafiki komputerowej. Następnie pracował jako attaché naukowy przy francuskiej ambasadzie w Stanach Zjednoczonych. W latach 1971–1975 był dyrektorem naukowym European Enterprises Development Company. W latach 1975–1985 był dyrektorem programów badawczych w Instytucie Pasteura w Paryżu. Do 2002 roku był dyrektorem prognozowania i oceny w Cité des Sciences et de l’Industrie w Paryżu.
De Rosnay jest autorem wielu popularnych książek i esejów na temat biologii molekularnej, informatyki, oraz wschodzących technologii informacyjnych i ich konsekwencji dla przyszłej ewolucji ludzkości. Większość z nich znajduje się na jego stronie internetowej "Crossroads to the future".
Jego córką jest pisarka Tatiana de Rosnay. Jego żona Stella była córką Gladwyna Jebba.